# ハードワイアード…トゥ・セルフディストラクト
『ハードワイアード…トゥ・セルフディストラクト』（原題：Hardwired... to Self-Destruct）は、メタリカが2016年に発表した2枚組アルバム。スタジオ・アルバムとしては10作目。

## 解説
本作は、2008年に発表した『Death Magnetic - (邦題:デス・マグネティック)』以来8年ぶりのスタジオ・アルバムである。
2014年、「Lords of Summer」のデモ音源がネット上で公開され、ライヴでも度々披露されているが、本作への収録にあたって、アレンジと歌詞が少し変更されている。
2016年8月18日、アルバムのタイトルの発表と共に「Hardwired」のミュージック・ビデオがネット上で先行公開された。その後、9月26日には「Moth into Flame」を、10月31日には「アトラス、ライズ!」を順に公開した。
上記3曲の他にも、本作の収録曲は全てミュージック・ビデオが作られており、全て同様にネット上で公開されている。
本作は、CD2枚組の通常盤と、CD3枚組のデラックス盤のフォーマットでの発売となった。
2017年、「Hardwired」がグラミー賞の最優秀ロック・ソングにノミネートされた。2月12日の授賞式では、レディー・ガガとの共演で「Moth into Flame」を披露した。

## 収録曲
DISC1
1. ハードワイアード - "Hardwired" - 3:09
2. アトラス、ライズ! - "Atlas, Rise!" - 6:31
3. ナウ・ザット・ウィア・デッド - "Now That We're Dead" - 6:59
4. モス・イントゥ・フレーム - "Moth into Flame" - 5:50
5. ドリーム・ノー・モア - "Dream No More" - 6:29
6. ヘイロー・オン・ファイアー - "Halo on Fire" - 8:15

DISC2
1. コンフュージョン - "Confusion" - 6:41
2. マンアンカインド - "ManUNkind" - 6:55
3. ヒア・カムズ・リヴェンジ - "Here Comes Revenge" - 7:17
4. アム・アイ・サヴェッジ? - "Am I Savage?" - 6:29
5. マーダー・ワン - "Murder One" - 5:45
6. スピット・アウト・ザ・ボーン - "Spit Out the Bone" - 7:09

DISC3（デラックス盤）
1. ローズ・オブ・サマー - "Lords of Summer" - 7:10
2. ロニー・ライジング・メドレー - "Ronnie Rising Medley" - 9:03
  - ア・ライト・イン・ザ・ブラック - "A Light in the Black" - （レインボーのカバー）
  - タロット・ウーマン - "Tarot Woman" - （レインボーのカバー）
  - スターゲイザー - "Stargazer" - （レインボーのカバー）
  - キル・ザ・キング - "Kill the King" - （レインボーのカバー）
3. ブラインド・マン - "When a Blind Man Cries" - 4:35 （ディープ・パープルのカバー）
4. リメンバー・トゥモロー - "Remember Tomorrow" - 5:50 （アイアン・メイデンのカバー）
5. ヘルプレス（ライヴ） - "Helpless" - 3:08 （ダイアモンド・ヘッドのカバー）
6. ヒット・ザ・ライツ（ライヴ） - "Hit the Lights" - 4:06
7. ザ・フォー・ホースメン（ライヴ） - "The Four Horsemen" - 5:19
8. ライド・ザ・ライトニング（ライヴ） - "Ride the Lightning" - 6:56
9. フェイド・トゥ・ブラック（ライヴ） - "Fade to Black" - 7:24
10. ジャンプ・イン・ザ・ファイアー（ライヴ） - "Jump in the Fire" - 5:13
11. フォー・フーム・ザ・ベル・トールズ（ライヴ） - "For Whom the Bell Tolls" - 4:32
12. クリーピング・デス（ライヴ） - "Creeping Death" - 6:43
13. メタル・ミリティア（ライヴ） - "Metal Militia" - 6:07
14. ハードワイアード（ライヴ） - "Hardwired" - 3:30

5～13トラック目はバークレーのラスプーチン・ミュージックでの2016年4月16日のライヴ音源、14トラック目はミネアポリスのU.S.パンク・スタジアムでの2016年8月20日のライヴ音源

## 参加ミュージシャン
- ジェイムズ・ヘットフィールド - ボーカル、リズムギター
- カーク・ハメット - リードギター
- ロバート・トゥルージロ - ベース
- ラーズ・ウルリッヒ - ドラムス